# Platinum Sudoku
Platinum Sudoku est un jeu vidéo de réflexion développé par Gameloft et édité par Ubisoft en 2007 sur Nintendo DS.
On retrouve 20 millions de grilles de sudoku auxquelles plus les grilles que le joueur pourra créer par la suite.
Il existe 5 modes de difficulté différents ainsi que 2 modes multijoueurs et 6 mini-jeux.
Il y a aussi une variante du Sudoku appelé le Kakuro et le jeu propose une aide qui peut servir d'aide pour les grilles que l'on trouve dans le journal.